# منصور الأطرش
منصور سلطان الأطرش (3 فبراير 1925 - 14 نوفمبر 2006)، سياسي وصحفي سوري، انتسب عام 1945 رفقة زملائه من الطلبة الجامعيين لحركة البعث العربي، التي شاركت مشاركة رئيسية بعقد مؤتمر 7 أبريل 1947 الذي كان انطلاقة لحزب البعث العربي وفرعه السوري. وخلال رئاسة أديب الشيشكلي (1951-1954)، أصبح ناشطاً مناهضاً للحكومة فسجن مرتين، لكن الشيشكلي أطلق سراحه لاحقاً في محاولة لكسب تأييد والده سلطان الأطرش. في العام التالي أُطِيح بالشيشكلي وانتخب الأطرش للبرلمان ورفض عرضاً للعمل في حكومة سعيد الغزي. خلال فترة الجمهورية العربية المتحدة (1958-1961)، أصبح الأطرش مؤيداً قوياً للرئيس المصري جمال عبد الناصر. وعارض لاحقاً انفصال سوريا عن الجمهورية العربية المتحدة ورفض عروضاً للعمل في الحكومات المتعاقبة الانفصالية كإشارة على الاحتجاج.
عندما وصل حزب البعث إلى السلطة في انقلاب عام 1963؛ أصبح الأطرش وزير الشؤون الاجتماعية، وفي عام 1965 أصبح رئيساً لمجلس قيادة الثورة. أدى الانقلاب العسكري في سوريا 1966 بين الضباط البعثيين اليساريين إلى انقسام داخل الحزب بين ضباط الانقلاب الذين أسسوا اللجنة العسكرية وبين المؤسسين الذين قادهم ميشيل عفلق حيث وقف الأطرش إلى جانب عفلق وأصبح من المؤيدين المتحمسين له. وقد سجن في وقت لاحق، ولكن أطلق سراحه في أعقاب هزيمة سوريا في حرب 1967 مع إسرائيل. بعد عامين من منفاه الاختياري في لبنان، عاد إلى سوريا حيث أعلن أنه تخلى عن الحياة السياسية. وقد توفي في 14 نوفمبر 2006 ودفن بالقرب من مسقط رأسه في القريا.

## النشأة

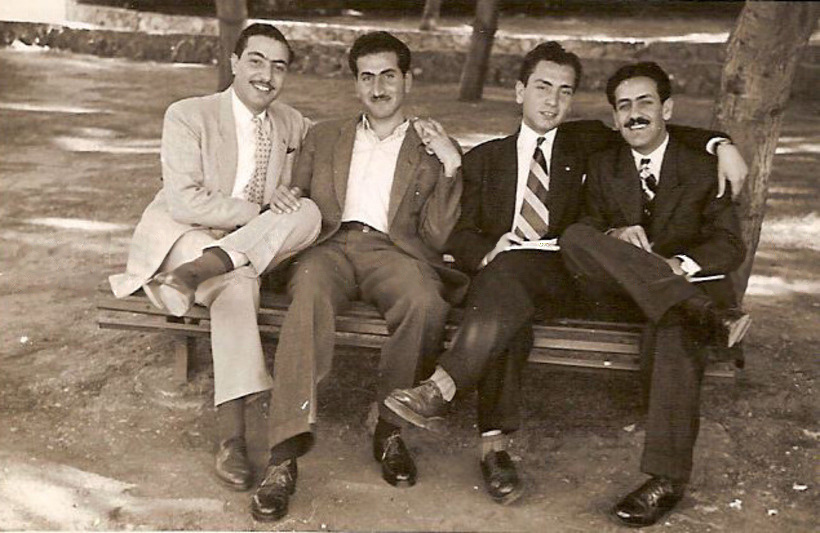
حسان مريود ومنصور الأطرش (على اليمين) على مقاعد الدراسة في الجامعة الأميركية في بيروت.

ولد الأطرش في 3 فبراير 1925 لعائلة من الطائفة الدرزية في القريا في جبل الدروز (جبل العرب)، أي قبل أشهر من اندلاع الثورة السورية الكبرى التي انطلقت بقيادة والده سلطان الأطرش. في ذلك الوقت، كانت منطقة جبل الدروز تشكل جزءاً من منطقة الحكم الذاتي (الموجودة بين عامي 1922 و 1936) خلال فترة الانتداب الفرنسي على سوريا ولبنان، والذي كان قد بدأ سنة 1920. جاءت التوترات بين الدروز والسلطات الفرنسية لعدة أسباب، لا سيما ما اعتبره القادة الدروز تدخلاً في شؤونهم الداخلية من قبل الفرنسيين. بدأت الثورة في صيف عام 1925 وانتشرت بسرعة في جميع أنحاء سوريا، وانتهت مع هزيمة عسكرية للثوار في عام 1927. ونفي سلطان الأطرش على إثر ذلك إلى منفى اختياري في الأزرق بإمارة شرق الأردن ثم إلى وادي سرحان في منطقة الجوف في شمال المملكة العربية السعودية، بعد إصدار الفرنسيين مذكرة اعتقال بحقه، وعاد في عام 1937 بعد أن عفت عنه السلطات.
أكمل منصور تعليمه الابتدائي والثانوي في شرق الأردن، وبعد ذلك في دمشق وبيروت، في 1946 التحق منصور بالجامعة الأميركية في بيروت وتخرج في عام 1948 بعد حصوله على شهادة البكالوريوس في العلوم السياسية. في عام 1951، حصل على شهادة في القانون من جامعة السوربون، ثم عمل محاضراً في الأدب العربي في جامعة دمشق.

## حزب البعث والصراع مع الشيشكلي

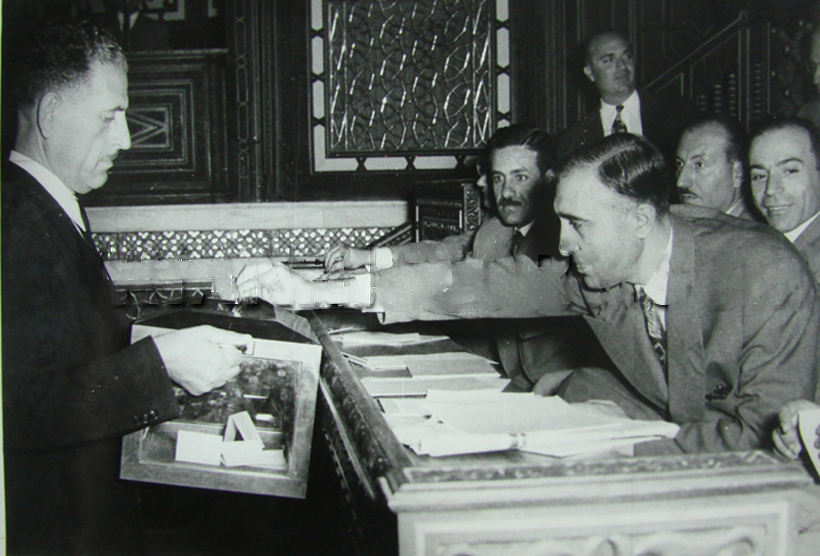
نواب البعث صلاح البيطار ومنصور الأطرش (بجانبه) يدليان بصوتهما في إنتخابات الرئاسة عام 1953.

وفقاً للمؤرخ سامي مبيض، فقد أصبح الأطرش عضواً مؤسساً في حزب البعث في عام 1947، وذلك لحماسته للقومية العربية والاشتراكية من حيث المبدأ والتطبيق. وانضم إلى منظمة طلابية خلال فترة وجوده في الجامعة الأميركية في بيروت ثم غادر مع زملائه صلاح البيطار وميشيل عفلق لغرض إكمال دراساتهم في باريس. حيث أصبحوا لاحقاً جزءاً من الفرع الإقليمي لحزب البعث في سوريا، وشاركوا بنشاط في تحركات الحزب والمسيرات والمواكب. وصار الأطرش كاتباً بانتظام في صحيفة حزب البعث. وكان العضو الدرزي البارز الوحيد في حزب البعث الذي أتى من عشيرة الأطرش الكبيرة.
في عام 1951 وصل أديب الشيشكلي إلى السلطة بانقلاب عسكري، وأقام نظاماً استبدادياً بدعم من الجيش. شارك الأطرش في النشاط المناهض للشيشكلي، بما في ذلك إلقاء المتفجرات في مقر الشيشكلي في عام 1952، وهو الإجراء الذي أدى إلى اعتقاله. في عام 1953 أطلق الشيشكلي حملة على الطائفة الدرزية، بدعوى أنها كانت تمول من قبل الهاشميين الذين يحكمون الأردن والعراق من أجل تشكيل حكومة هاشمية في سوريا. تعرض جبل الدروز للقصف من قبل القوات الحكومية ووضع والده سلطان الأطرش تحت الإقامة الجبرية لمدة لانتقاده الشيشكلي.
وفي وقت لاحق من ذلك العام دخل الشيشكلي في صراع مع أعضاء حزب البعث نتيجة الطريقة الاستبدادية السابقة في الحكم، فانتقل الأطرش إلى حمص، وحمص هي معقل المعارضة لحكم الشيشكلي، حيث ساعد في تنسيق توريد الأسلحة إلى جماعة المتمردين في جبل الدروز. ثم ألقي القبض عليه من قبل السلطات للمرة الثانية في شهر مايو، في ذروة الاضطرابات. وبعدها أفرج عنه مجدداً بسبب شعبية والده على المستوى الوطني؛ وعن طريق الإفراج عن منصور، حاول الشيشكلي الحصول على استرضاء السلطان. إلا أن الأخير صرح قائلاً: «أنا لم أطلب من الشيشكلي حرية ابني. طلبت منه حرية بلدي».
ووفقاً للمبيض، ساهمت الأنشطة المناهضة للحكومة التي قادها الأطرش بشكل كبير باستقالة الشيشكلي ورحيله عن سوريا في شهر فبراير عام 1954 في خضم الاضطرابات التي كانت تعم البلاد. وحينما أجريت أول انتخابات ديمقراطية بعد الشيشكلي في وقت لاحق من ذلك العام، تم انتخاب الأطرش عضواً في البرلمان. وقد عرض على الأطرش منصب وزاري في حكومة سعيد الغزي في شهر سبتمبر عام 1955، لكنه رفض العرض بسبب معارضة حزب البعث لتشكيلة الحكومة.

## فترة الجمهورية العربية المتحدة وسوريا البعثية

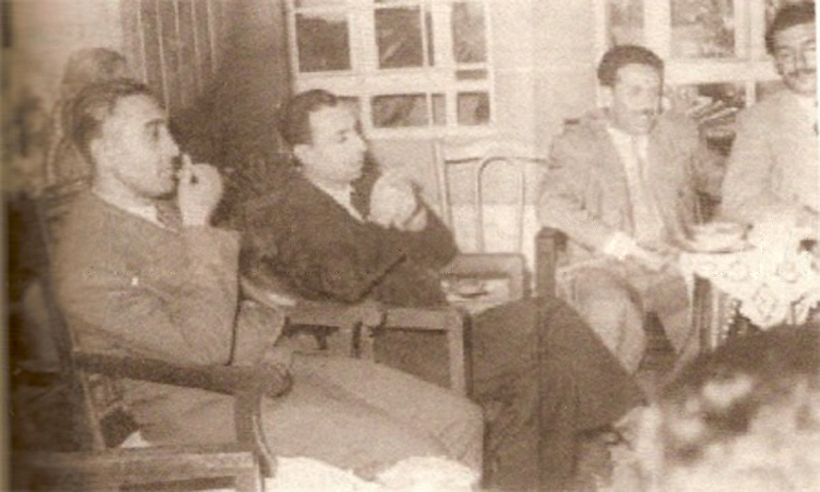
الآباء المؤسسين لحزب البعث في دمشق، أبريل 1947.

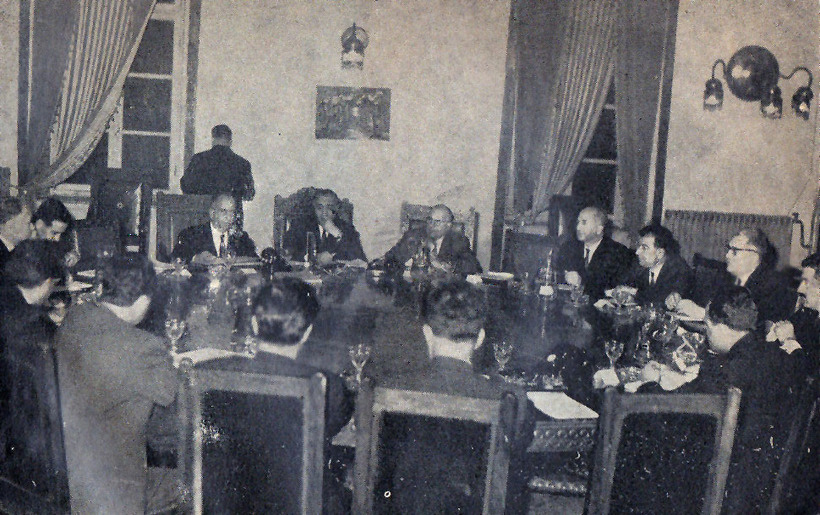
الاجتماع الأول لأول حكومة في عهد حزب البعث بعد إنقلاب 8 آذار 1963.

في عام 1958، دعم الأطرش اتحاد سوريا ومصر لتشكيل الجمهورية العربية المتحدة. وخلال سنوات الجمهورية العربية المتحدة، كرس الأطرش حياته للتيار الناصري وأصبح مؤيدا لسياسات الرئيس جمال عبد الناصر وكتب العديد من المقالات في صحيفة الجماهير اليومية الناصرية. ولقد عارض الأطرش تفكك الاتحاد بعد الانقلاب الانفصالي في سبتمبر 1961، ورفض لعب دور سياسي في الحكومات المعادية للوحدة وللجمهورية العربية المتحدة. وقد عرض عليه رئيس الوزراء بشير العظمة (حكم في 1962) منصبا وزارياً، لكنه رفض العرض، وعينه رئيس الوزراء خالد العظم (حكم في 1962-1963) وزيرا للشؤون الاجتماعية دون أن يطلب منه موافقته، لكن الأطرش رفض هذا العمل أيضاً.
وانتهت عزلة الأطرش عن السياسة السورية بعد تولي اللجنة العسكرية لحزب البعث السلطة في انقلاب 8 مارس 1963. وكان هدف اللجنة العسكرية المعلن هو إعادة تأسيس دولة عربية. وهو الذي تقاسمه الأطرش معهم. وعُيِّن وزيراً للعمل والشؤون الاجتماعية في أول حكومة برئاسة صلاح البيطار، وأصبح عضواً في مجلس الرئاسة، وهو الجهاز المسؤول عن إدارة شؤون الدولة. في فبراير 1964، انتخب الأطرش مع 12 عضوا آخرين للقيادة القومية لحزب البعث، التي كانت اسمياً أعلى هيئة لصنع القرار في الحزب.
تطورت الاختلافات بين البيطار والقيادة القطرية وتفجرت في عام 1964، حيث رأت القيادة القطرية أن مجلس وزراء البيطار يميل نحو اليمين. وأنه كان متساهلاً مع العناصر الرجعية في سوريا وذلك في أعقاب تمرد الإخوان المسلمين في حماة. وكان الرئيس أمين الحافظ يشغل منصب رئيس الوزراء في ذلك الوقت من الاضطراب فتنحى بعد أن عمت أنحاء البلاد إضرابات ومظاهرات احتجاجاً على شدة قمع الانتفاضة في حماة. فعاد البيطار رئيساً للوزراء لولاية ثانية في مايو، ووعد بشكل علني بأنه سيحمي الحريات المدنية. أدت التوترات داخل الحزب مع القيادة القطرية إلى سحب الثقة من الحكومة البيطار في يوم 25 سبتمبر، واضطر البيطار وحليفه الأطرش إلى الاستقالة من مجلس الرئاسة. حيث شغل صلاح جديد ويوسف زعين هذين المنصبين. حيث أصبح مجلس الرئاسة والذي ضعف دوره إلى حد كبير واقعاً تحت السلطة الشاملة للجنة العسكرية والقيادة القطرية. في أكتوبر عاد أمين الحافظ رئيساً للوزراء بدلاً من البيطار، وعلى الرغم من ذلك بقي الأطرش في منصبه الوزاري.
في 1 سبتمبر 1965 تم تعيين الأطرش رئيس مجلس قيادة الثورة، ولكن سلطة المجلس كانت قليلة بحكم الأمر الواقع بسبب السيطرة الشاملة للجنة العسكرية، ووصف الأطرش الحالة في وقت لاحق قائلا: «سمح الضباط لنا أن نتماقش على الرغم، كما اكتشفنا في وقت لاحق، أنهم اتفقوا مسبقاً... على صيغة القرار». وقد لعب مجلس قيادة الثورة دور البرلمان وكان الأطرش رئيسه. في ديسمبر ارتفعت حدة التوتر بين القيادة الوطنية (الموالية لعفلق والبيطار) والقيادة القطرية (الموالية لصلاح جديد والمدعوم من قبل الجيش)، وأصبحت أسوء بعد أن حاولت عناصر من المحاولة السابقة أن تتماشى مع عضو اللجنة العسكرية محمد عمران في محاولة لتحقيق الانقسام في القوات المسلحة (وفقاً للخبير في الشؤون السورية إيتامار رابينوفيتش، والمساند الصلب للضباط العلويين) لصلاح جديد. وقف الأطرش، جنباً إلى جنب مع منيف الرزاز من الأردن وجبران آلمجدلاني وعلي يوسف الخليل من لبنان، حيث كان جزءاً من مجموعة في القيادة الوطنية عارضت المواجهة مع القيادة القطرية، نظراً لافتقار القيادة الوطنية إلى دعم الجيش والسلطة السياسية، وكذلك الضعف العضوي في التحالف بين عمران وأمين الحافظ، اللذان تصارعا بشدة على زعامة اللجنة العسكرية.
استمر الأطرش بعقد مكتب مجلس قيادة الثورة، وأعيد انتخابه رئيساً للمجلس يوم 15 فبراير 1966، قبل وقت قصير من الانقلاب العسكري في سوريا 1966 (21-23 فبراير)، والتي جلبت الجناح اليساري من البعثيين الجدد إلى السلطة، وتسبب في انقسام الحزب داخلياً. وعقب وصول الحكومة الجديدة إلى السلطة جعلت أبرز منظري الحزب ميشيل عفلق يغادر سوريا إلى منفى اختياري. أما الأطرش فقد تم اعتقاله من مجموعة من مؤيدي عفلق وسجن في سجن المزة أثناء الانقلاب. وخلال مكوثه في السجن قام بزيارته وزير الدفاع والرئيس المستقبلي للبلاد حافظ الأسد للتباحث معه في الشأن السياسي السوري وللاطمئنان على صحته.
في 9 يونيو 1967، عندما احتل الجيش الإسرائيلي هضبة الجولان خلال حرب الأيام الستة، تم الإفراج عن الأطرش وغيره من الموالين لعفلق. لاحظ الأطرش في وقت لاحق أنه: «لم يكن مقبولاً أن نعرف أننا استحققنا حريتنا بسبب الهزيمة». قام الأطرش بالتعاون مع الضابط البعثي سليم حاطوم، للإطاحة بحكومة صلاح جديد في عام 1967، لكنه فشل. وبعد هذه المحاولة الانقلابية الفاشلة، انتقل إلى منفى اختياري في لبنان وعاش هناك حتى وفاة عبد الكريم الجندي، رئيس جهاز المخابرات السرية السورية. وقد عاد إلى سوريا في عام 1969 وعاش معظم ما تبقى من حياته في عزلة، حيث تفرغ للزراعة.

## بقية حياته ووفاته

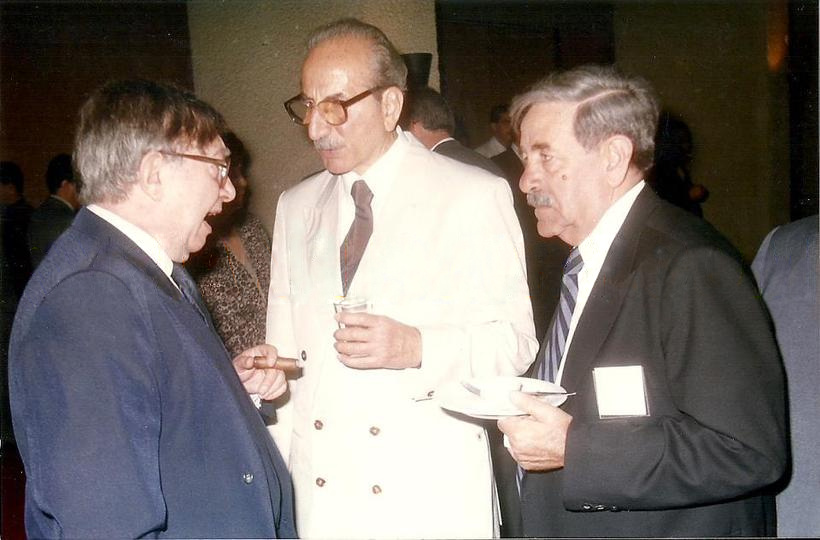
البعثيون القدامى في حفل كوكتيل بدمشق عام 2002 (من اليمين: منصور الأطرش، حسان مريود، ووزير المالية في حكومة محمد مصطفى ميرو، الدكتور محمد الأطرش).

في أغسطس 1956 تزوج الأطرش من المعلمة هند الشويري وهي مسيحية وابنة يوسف الشويري، شريك والده سلطان في تجارة الحبوب، الذي استقر في حي الميدان ويمتلك منزلاً في القريا. أنجب منصور الأطرش ولدا اسمه ثائر وابنة اسمها ريم. ولأن زوجة الأطرش ليست من الطائفة الدرزية، تسبب ذلك الزواج في انقسام مؤقت بين الأطرش ووالده. لكن في نهاية المطاف تصالح الابن والأب وأنهوا خلافاتهما.
في عام 1978 استضاف منصور الأطرش عشاء بهدف رأب الصدع بين حكومات حزب البعث الحاكم في سوريا والعراق. وحضر حفل العشاء هذا وزير الخارجية العراقي طارق عزيز ووزير الدفاع السوري مصطفى طلاس. وبعد وفاة سلطان الأطرش في عام 1982، أصبح ابنه منصور المتحدث الرئيسي لعشيرة الأطرش. بين عامي 2000 و 2006 كان الأطرش عضواً في منظمة لدعم الانتفاضة الفلسطينية الأولى ضد إسرائيل. بين عامي 2001 و 2006 ترأس اللجنة العربية السورية، والتي تهدف إلى إنهاء العقوبات المفروضة على العراق وفي وقت لاحق تقديم الدعم للعراق بعد الغزو الأمريكي في عام 2003.

رجالات حزب البعث (منصور الأطرش في الوسط) في زيارة لفك الحصار عن بغداد عام 2002.

بعدما اشتد عليه المرض، أشرفت القيادة السياسية وعلى رأسها الرئيس بشار الأسد على علاجه حيث نقل إلى مستشفيات وجامعات خاصة لتلقّي العلاج المناسب، وقد توفي منصور الأطرش في الساعة 6:30 من صباح يوم 14 نوفمبر 2006، عن عمر ناهز 80 عاماً، وأقيمت جنازته في مدينة السويداء، في موكب شعبي ورسمي ووطني مهيب، ووفقاً لأحد أقاربه، طلال الأطرش، فقد حضر الجنازة «مئات الآلاف» من الدروز من سوريا ولبنان والأردن وكذلك بعض «الشخصيات العربية البارزة». دُفن الأطرش في منطقة الغابات في منطقة كان يملكها، بالقرب من مسقط رأسه القريا، وكتب عنه الشاعر سليمان العيسى في صحيفة تشرين أبياتاً شعرية يرثي فيها الراحل:

## مؤلفاته
لمنصور الأطرش عديد من المؤلفات تم تجميعها ونشرها بعد وفاته من قبل ابنته ريم ومنها:
- الإصلاح في سوريا ومقالات أخرى، صدر في 12 نوفمبر 2014 عن دار الفرات للنشر والتوزيع، (ردمك 9789953417325).
- إلى آخر الزمان؛ منصور وهند حب في مشوار الحياة، صدر في 12 يناير 2014 عن دار تساؤلات للنشر والطباعة والتوزيع، (ردمك 9789933906917).[ْ 15]
- في سبيل العراق، صدر في 28 أكتوبر 2010 (خاص).
- الجيل المدان: سيرة ذاتية، صدر في 6 مارس 2008 عن رياض الريس للكتب والنشر، (ردمك 9953213372).[ْ 16]

### باللغة العربية
1. ↑  رؤساء المجالس النيابية منذ 1919. صحيفة الثورة السورية. اطلع عليه في 30 أكتوبر 2016 نسخة محفوظة 31 أغسطس 2018 على موقع واي باك مشين.
2. ↑  وزارة السيد صلاح الدين البيطار (من 13 أيار 1963 -4 آب 1963). رئاسة مجلس الوزراء. اطلع عليه في 29 أكتوبر 2016 نسخة محفوظة 03 سبتمبر 2018 على موقع واي باك مشين.
3. ↑  منصور الأطرش. بوابة المجتمع المحلي لمنطقة القريا. اطلع عليه في 29 أكتوبر 2016 نسخة محفوظة 12 نوفمبر 2016 على موقع واي باك مشين.
4. ↑  موقع السويداء - منصور سلطان الأطرش في الذاكرة. اطلع عليه في 29 أكتوبر 2016 نسخة محفوظة 12 نوفمبر 2016 على موقع واي باك مشين.
5. ↑  كتاب مذكرت منصور الأطرش. العمامة. اطلع عليه في 6 نوفمبر 2016 نسخة محفوظة 12 نوفمبر 2016 على موقع واي باك مشين.
6. ↑  [ سلطان باشا الأطرش]. الحكواتي. اطلع عليه في 9 نونبر 2016 [بحاجة لمراجعة المصدر]
7. ↑  سلامة عبيد (1971). الثورة السورية الكبرى، 1925-1927 على ضوء وثائق لم تنشر. مطابع دار الغد. ص. 160.
8. ↑  السيرة الذاتية منصور سلطان الأطرش. الموقع الرسمي لريم الأطرش نسخة محفوظة 23 يونيو 2017 على موقع واي باك مشين.
9. ↑  منصور الأطرش باق وإن مضى. الرأي.اطلع عليه في 30 أكتوبر 2016 نسخة محفوظة 11 نوفمبر 2016 على موقع واي باك مشين.
10. ↑  صقر أبو فخر (1 ديسمبر 2005). سورية وحطام المراكب المبعثرة: حوار مع نبيل الشويري: عفلق والبعث والمؤامرات والعسكر. المؤسسة العربية للدراسات والنشر. ص. 66 و67 و68. ISBN:9953363013.
11. ↑  "وفاة منصور سلطان الأطرش عن عمر يناهز الثمانين عاما". 14 نوفمبر 2006. مؤرشف من الأصل في 2018-09-03. اطلع عليه بتاريخ 2018-07-31.
12. ↑  تشييع منصور الأطرش إلى مثواه الأخير. الجمل. اطلع عليه في 30 أكتوبر 2016 نسخة محفوظة 03 سبتمبر 2018 على موقع واي باك مشين.
13. ↑  منصور الأطرش. نيل وفرات.كوم. اطلع عليه في 30 أكتوبر 2016 "نسخة مؤرشفة". مؤرشف من الأصل في 2020-07-18. اطلع عليه بتاريخ 2020-07-18.{{استشهاد ويب}}:  صيانة الاستشهاد: BOT: original URL status unknown (link)
14. ↑  نثرات مما كتب. الموقع الرسمي لريم الأطرش نسخة محفوظة 28 يوليو 2017 على موقع واي باك مشين.
15. ↑  “إلى آخر الزمان”.. رواية ذاتية للدكتورة ريم الأطرش. الوكالة العربية السورية للأنباء. اطلع عليه في 30 أكتوبر 2016 نسخة محفوظة 02 فبراير 2017 على موقع واي باك مشين.
16. ↑  "الجيل المدان": سيرة ذاتية لمنصور سلطان الأطرش. الغد. اطلع عليه في 30 أكتوبر 2016 نسخة محفوظة 17 ديسمبر 2019 على موقع واي باك مشين.

### باللغة الإنجليزية
1. 1 2 3 4 5 6 7  Moubayed 2006، صفحة 178.
2. 1 2 3  Batatu 2012، صفحة 28.
3. ↑  Betts 2010، صفحات 85-86.
4. ↑  Provence 2005، صفحة 64.
5. ↑  Commins 2004، صفحة 56.
6. 1 2 3 4  مبيض، سامي (16 نوفمبر 2006). "Missing "The Pasha"". MidEastView. مؤرشف من الأصل في 2007-07-10. اطلع عليه بتاريخ 2012-09-06.
7. 1 2  Provence 2005، صفحة 161.
8. 1 2 3 4 5 6 7 8  Moubayed 2006، صفحة 179.
9. ↑  Rabinovich 1972، صفحة 227.
10. 1 2  Rabinovich 1972، صفحة 132–133.
11. ↑  Seale, 1990, p. 94.
12. ↑  Rabinovich 1972، صفحة 221.
13. ↑  "The National Council of the Revolution, 1965–1966". Official Website of the People's Assembly in the Syrian Arab Republic. Syrian People's Assembly. مؤرشف من الأصل في 2013-07-19. اطلع عليه بتاريخ 2013-06-13.
14. ↑  Ayhan، Veysel (8 أغسطس 2012). "IMPR Report 5: The Assad Regime in the Context of Reform and Revolution". International Middle East Peace Research Center. مؤرشف من الأصل في 2013-04-08. اطلع عليه بتاريخ 2013-06-13.
15. ↑  Rabinovich 1972، صفحة 187.
16. ↑  Rabinovich 1972، صفحة 135.
17. 1 2 3 4 5  Moubayed 2006، صفحة 180.
18. ↑  Political Studies and Public Administration Department of the American University of Beirut 1966، صفحة 69.
19. 1 2  Seale 1990، صفحة 180.
20. ↑  Ma'oz 1974، صفحة 283.
21. 1 2  Landis، Joshua (16 نوفمبر 2006). "Mansour al-Atrash has Died at 80". جوشوا لانديس. مؤرشف من الأصل في 2012-10-26. اطلع عليه بتاريخ 2012-09-06.
22. ↑  Seale 1990، صفحة 313.